# 스털링 앨비언 FC
스털링 앨비언 FC(Stirling Albion Football Club, Stirling Albion F.C.)는 1945년에 창단된 스코틀랜드 스털링의 축구 클럽으로, 현재 스코티시 리그 2에서 활동하고 있다.

## 성적
- 스코틀랜드 풋볼 리그 1부 우승 4회 (1953, 1958, 1961, 1965)
- 스코틀랜드 풋볼 리그 2부 우승 5회 (1947, 1977, 1991, 1996, 2010)

## 선수 명단

### 현역
- 데일 캐릭(2021 ~ )
- 데일 힐슨(2023 ~ )
- 블레어 커리(2019 ~ )